# الجرادية (ردمان)

تعديل مصدري - تعديل

الجرادية هي إحدى قرى عزلة المريه بني مر بمديرية ردمان التابعة لمحافظة البيضاء، بلغ تعداد سكانها 72 نسمة حسب تعداد اليمن لعام 2004.